# Guilherme II de Monferrato
Guilherme II de Monferrato (em italiano:  Guglielmo II del Monferrato, 1030 ca.- 1100) foi co-marquês de Monferrato no ano 961, junto com seu pai Aleramo.

## Biografia
Guilherme era filho do primeiro matrimônio de Aleramo, nascido
de um casamento anterior àquele com Gerberfa, filha do rei da Itália Berengário II. O nome que recebeu foi o mesmo de seu avô Guilherme I de Monferrato.
Provavelmente, já desde 961 Guilherme estava morto, sem herdeiros, e não pode portanto governar após a morte de seu pai. A família fez edificar uma abadia pro anime nostre et quondam Gulielmi qui fuit filius et filiaster atque germanus noster seu parentum nostrum mercede. Essa é a única vez em que foi citado o filho de Aleramo em um documento oficial.